# Llano (Texas)
Llano es una ciudad ubicada en el condado de Llano en el estado estadounidense de Texas Es un condado desde el 1856. En el censo de 2010 tenía una población de 3.232 habitantes y una densidad poblacional de 252,51 personas por km².

## Geografía
Llano se encuentra ubicada en las coordenadas 30°45′11″N 98°40′10″O / 30.75306, -98.66944. Según la Oficina del Censo de los Estados Unidos, Llano tiene una superficie total de 12.8 km², de la cual 12.24 km² corresponden a tierra firme y (4.35%) 0.56 km² es agua.

## Demografía
Según el censo de 2010, había 3.232 personas residiendo en Llano. La densidad de población era de 252,51 hab./km². De los 3.232 habitantes, Llano estaba compuesto por el 93.44% blancos, el 0.53% eran afroamericanos, el 1.3% eran amerindios, el 0.62% eran asiáticos, el 0% eran isleños del Pacífico, el 3% eran de otras razas y el 1.11% pertenecían a dos o más razas. Del total de la población el 12.9% eran hispanos o latinos de cualquier raza.